# Gouveia (Alfândega da Fé)
Gouveia é uma povoação portuguesa do Município de Alfândega da Fé que foi sede da extinta Freguesia de Gouveia, freguesia que tinha 16,71 km² de área e 122 habitantes (2011), e, portanto, uma densidade populacional de 7,3 hab./km².
A Freguesia de Gouveia foi extinta (agregada) em 2013, no âmbito de uma reforma administrativa nacional, tendo sido agregada às freguesias de Eucísia e Valverde, para formar uma nova freguesia denominada União das Freguesias de Eucísia, Gouveia e Valverde com sede em Eucísia.

## População
| População da freguesia de Gouveia (1864 – 2011) | População da freguesia de Gouveia (1864 – 2011) | População da freguesia de Gouveia (1864 – 2011) | População da freguesia de Gouveia (1864 – 2011) | População da freguesia de Gouveia (1864 – 2011) | População da freguesia de Gouveia (1864 – 2011) | População da freguesia de Gouveia (1864 – 2011) | População da freguesia de Gouveia (1864 – 2011) | População da freguesia de Gouveia (1864 – 2011) | População da freguesia de Gouveia (1864 – 2011) | População da freguesia de Gouveia (1864 – 2011) | População da freguesia de Gouveia (1864 – 2011) | População da freguesia de Gouveia (1864 – 2011) | População da freguesia de Gouveia (1864 – 2011) | População da freguesia de Gouveia (1864 – 2011) |
| ----------------------------------------------- | ----------------------------------------------- | ----------------------------------------------- | ----------------------------------------------- | ----------------------------------------------- | ----------------------------------------------- | ----------------------------------------------- | ----------------------------------------------- | ----------------------------------------------- | ----------------------------------------------- | ----------------------------------------------- | ----------------------------------------------- | ----------------------------------------------- | ----------------------------------------------- | ----------------------------------------------- |
| 1864                                            | 1878                                            | 1890                                            | 1900                                            | 1911                                            | 1920                                            | 1930                                            | 1940                                            | 1950                                            | 1960                                            | 1970                                            | 1981                                            | 1991                                            | 2001                                            | 2011                                            |
| 448                                             | 418                                             | 400                                             | 375                                             | 430                                             | 323                                             | 305                                             | 359                                             | 377                                             | 355                                             | 238                                             | 254                                             | 187                                             | 149                                             | 122                                             |

## Localidades
A Freguesia era composta por 2 aldeias:
- Cabreira
- Gouveia